# Aeolochroma caesia
Aeolochroma caesia là một loài bướm đêm trong họ Geometridae.